# 泰尔丰德雷
泰尔丰德雷（法語：Terrefondrée，法語發音：[tɛʁfɔ̃dʁe]）是法国科多尔省的一个市镇，属于蒙巴尔区。

## 地理
泰尔丰德雷（47°43'49"N, 4°51'52"E）面积13.89 平方千米，位于法国勃艮第-弗朗什-孔泰大區科多尔省，该省份为法国中东部省份，北起奥布省，西接涅夫勒省和约讷省，南至索恩-卢瓦尔省，东南接汝拉省，东临上索恩省，东北部与上马恩省接壤。
与泰尔丰德雷接壤的市镇（或旧市镇、城区）包括：乌尔斯河畔勒塞、比尔莱唐普利耶、蒙穆瓦延、圣布鲁万莱穆瓦讷。

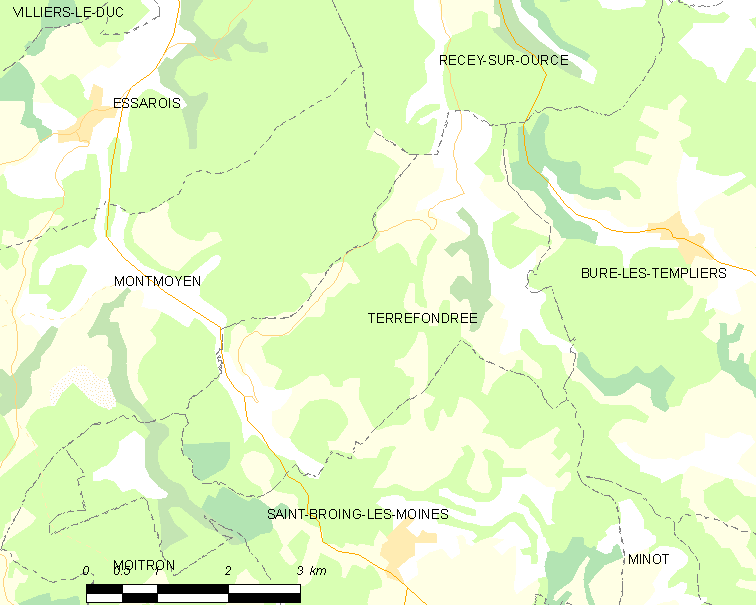
泰尔丰德雷的OSM定位图

泰尔丰德雷的时区为UTC+01:00、UTC+02:00（夏令时）。

## 行政
泰尔丰德雷的邮政编码为21290，INSEE市镇编码为21626。

## 政治
泰尔丰德雷所属的省级选区为塞纳河畔沙蒂永县。

## 人口

1962-2008年间泰尔丰德雷人口变化图示

泰尔丰德雷于2022年1月1日时的人口数量为65人。